# 太极镇
太极镇，是中华人民共和国甘肃省临夏回族自治州永靖县下辖的一个乡镇级行政单位。

## 行政区划
太极镇下辖以下地区：
中庄村、大川村、上古村、下古村、四沟村、白川村、孔寺村和孔山村。